# Bomba Mark 81
Mark 81 (lub Mk 81) – amerykańska bomba lotnicza ogólnego przeznaczenia, najmniejsza bomba serii Mark 80 nazywana Firecracker (ang. Fajerwerk).
Masa nominalna bomby Mark 81 wynosi 250 funtów (113 kg) i jest to najmniejsza amerykańska bomba lotnicza serii Mark 80. Zaprojektowana w latach 50. XX wieku dla amerykańskich sił zbrojnych i po raz pierwszy użyta w Wietnamie.
Bomba ma postać opływowego stalowego kadłuba wypełnionego ładunkiem tritonalu (80% trotylu i 20% proszku aluminiowego), materiału wybuchowego H6 lub minolu o masie 96 funtów (44 kg).
Ze względu na małą siłę niszczącą amerykańskie siły zbrojne zrezygnowały z jej stosowania, chociaż produkowane licencyjnie, lub skopiowane bez licencji wersje nadal pozostają w użyciu w różnych krajach świata.
Bomba ta występuje w wersji Mark 81 Snakeye wyposażonej w Mark 14 TRD (ang. Tail Retarding Device – ogonowy system hamujący) spowalniający opadanie bomby, umożliwiając bombardowanie z bardzo niskiego pułapu bez niebezpieczeństwa narażenia na uszkodzenie zrzucającego je samolotu.